# Ali (singolo)
Ali è un singolo del cantautore italiano Irama, pubblicato il 25 novembre 2022 come unico estratto dall'edizione deluxe del terzo album in studio Il giorno in cui ho smesso di pensare.

## Classifiche

### Classifiche settimanali
| Classifica (2023) | Posizione massima |
| ----------------- | ----------------- |
| Italia            | 15                |

### Classifiche di fine anno
| Classifica (2023) | Posizione |
| ----------------- | --------- |
| Italia            | 100       |